# Змовниця
«Змо́вниця» (англ. The Conspirator) — американська історична драма, фільм 2010 року режисера Роберта Редфорда за сценарієм Джеймса Соломона. Фільм розповідає історію Мері Сорат, єдиної жінки-змовниці, яку звинуватили у вбивстві Авраама Лінкольна, і першої жінки, яку стратив Федеральний уряд США. Ролі виконували: Джеймс Мак-Евой, Робін Райт, Джастін Лонг, Денні Г'юстон, Том Вілкінсон. Прем'єра фільму відбулася 11 вересня 2010 на Міжнародному кінофестивалі у Торонто.

## Сюжет
Власницю пансіонату Мері Сорат (Робін Райт) заарештували і звинуватили у змові після вбивства Авраама Лінкольна. Джон Бут (Тобі Кеббел) та інші змовники зустрічалися у її пансіонаті і розробляли план нападу. Захищати Мері Сорат перед військовим трибуналом доручають 27-річному героєві війни, капітанові Фредеріку Ейкенові (Джеймс Мак-Евой).
Ейкен спочатку дуже неохоче береться за справу і вважає, що його клієнтка заслуговує на покарання. Однак, поступово він починає розуміти, що її використовують як приманку і заручницю, щоб спіймати її сина Джона Сората (Джонні Сімонс), який зумів втекти.

## Ролі виконують

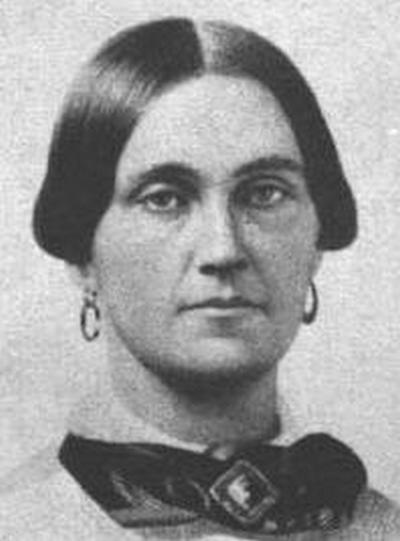
Мері Сорат

- Джеймс Мак-Евой — Фредерік Ейкен
- Робін Райт — Мері Сорат
- Еван Рейчел Вуд — Енн Сорат
- Кевін Клайн — Едвін Стентон
- Том Вілкінсон — Реверді Джонсон
- Алексіс Бледел — Сара Вестон
- Денні Г'юстон — бригадний генерал Джозеф Голт
- Стівен Рут — Джон М. Ллойд, головний свідок від прокуратури
- Джонатан Ґрофф — Луї Вейхман
- Джастін Лонг — Ніколас Бейкер
- Джонні Сімонс[en] — Джон Сорат
- Тобі Кеббелл — Джон Бут
- Норман Рідус — Льюїс Павелл
- Колм Міні — Девід Хантер
- Шей Віґем — капітан Котінгем
- Джеймс Бедж Дейл — Вільям Гамільтон

## Навколо фільму
- Американська кінокомпанія The American Film Company[2], заснована в 2008 році бізнесменом Джо Рікетсом. Кінокомпанія виробляє художні фільми про реальні події з минулого Америки. Її фільми базуються на переконанні, що реальне життя часто переконливіше, ніж вигадка і кінострічка «Змовниця» була дебютним фільмом кінокомпанії.[3]
- Картина відзнята ще у 2009 році, але вийшла в США лише у 2011-му і, навіть маючи $25 млн бюджету, все одно провалилася в прокаті.[4]